# Població mundial
|  | Per a altres significats, vegeu «Augment (desambiguació)». |

La població mundial s'estimava en més de 8.000 milions de persones a novembre de l'any 2022. El poblament s'ha produït en tots els llocs de la Terra on ha sigut possible viure. Així, hi ha superpoblació a la República Popular de la Xina i l'Índia i poca gent a l'Antàrtida.

Projeccions altes, mitjanes i baixes de la futura població humana mundial.

Segons les estimacions de les Nacions Unides, la població mundial va arribar a 5.300 milions l'any 1990 i augmenta cada any més de 90 milions de persones. L'índex de creixement actual (dades del 2002) anual està en 1,7%. L'any 1970 se'n va arribar al màxim, situat en 2,0%. No s'espera que l'increment anual absolut comenci a baixar fins ben entrat el segle xxi. La població mundial estimada per l'Oficina del Cens dels Estats Units és de 7.400 milions d'habitants (agost del 2016).
Àsia, el continent on viuen dos terços de la població mundial, hauria acollit l'ésser humà número 7.000 milions el dia 31/10/2011. L'ONU va triar com a nadó símbol Danica Camacho, a les Filipines, un dels països més pobres del planeta i el dotzè país més poblat del planeta, amb 94,9 milions d'habitants, dels quals el 54% tenen menys de 25 anys. En només 12 anys la Terra va passar de 6.000 milions d'habitants (el 1999) a 7.000, el creixement demogràfic més vertiginós de la història. Cada any neixen 83 milions de persones. A l'Índia, cada minut hi ha 51 naixements. L'Àfrica subsahariana, amb 883 milions, és on més ha crescut la població les darreres dècades. Des de 1980, el major creixement de població s'ha concentrat en els països més pobres, la qual cosa dificulta l'erradicació de la pobresa.
Però aquest creixement de la població és desigual per zones, ja que Europa i Amèrica del Nord viuen un cert estancament demogràfic. Segons l'ONU, l'estimació per a l'estat espanyol era de 46,2 milions d'habitants per a l'any 2012. D'aquí al 2050, aquesta xifra només augmentarà fins a 49,1 milions. L'estat creix al ritme del continent: en els últims 30 anys, Europa ha passat de 693 a 740 milions d'habitants.
Diversos autors i corrents d'opinió s'han mostrat preocupats per un excessiu creixement de la població humana en els darrers segles. Aquest problema es traduiria en una excessiva pressió demogràfica amb una sèrie de conseqüències a tots nivells: social, polític, econòmic i natural.

## Població per continent
Sis dels set continents de la Terra estan permanentment habitats a gran escala. Àsia és el continent més poblat, amb 4.640 milions d'habitants que representen el 60% de la població mundial. Els dos països més poblats del món, la Xina i l'Índia, són junts prop del 36% de la població mundial. Àfrica és el segon continent més poblat, amb uns 1.340 milions de persones, és a dir, el 17% de la població mundial. Els 747 milions de persones d'Europa representen el 10% de la població mundial el 2020, mentre que les regions d'Amèrica Llatina i el Carib tenen uns 653 milions (8%). Amèrica del Nord, formada principalment pels Estats Units i el Canadà, té una població d'uns 368 milions (5%), i Oceania, la regió menys poblada, compta amb uns 42 milions d'habitants (0,5%). L'Antartida només té una població molt petita i fluctuant d'unes 1.200 persones basades principalment en estacions científiques polars.
| Continent | Densitat (habitants/km²) | Superfície (km²) | Població (2015)             | Estat més poblat (2015) | Ciutat més poblada (2015)    |
| --------- | ------------------------ | ---------------- | --------------------------- | ----------------------- | ---------------------------- |
| Àsia      | 86,88                    | 43.810.000       | 4.677.291.000               | (1.392.240.000)         | Tòquio (40.810.000)          |
| Àfrica    | 32,70                    | 30.370.000       | 1.110.020.000               | (191.205.000)           | El Caire (29.251.000)        |
| Europa    | 70,00                    | 10.180.000       | 801.000.000                 | (112.000.000 Europa)    | Moscou (18.940.000)          |
| Amèrica   | 23,50                    | 42.330.000       | 1.094.215.000               | (330.028.000)           | Ciutat de Mèxic (27.950.000) |
| Oceania   | 4,25                     | 9.008.500        | 40.201.000                  | (27.240.000)            | Sydney (6.550.000)           |
| Antàrtida | 0,0003 (varia)           | 13.720.000       | 4.490 (no permanent, varia) | N/A                     | N/A                          |

## Evolució
L'any primer de l'era cristiana, la població mundial era només de 200 milions de persones.
La població hauria passat de 250 milions de persones al doble des del segle ix al XVI. S'estima que la població va anar augmentant suaument, des de 125 milions de persones al voltant dels 250 milions, des de l'any 500 aC el 1000.
Al segle xvii i part del xviii la població mundial estimada era d'uns 600-700 milions de persones. Aquella xifra va créixer de forma molt lenta al llarg dels segles, fins a arribar a la fita de 1.000 milions el 1804.
Vers l'any 1900 s'estimen uns 1.500 milions. Cap a la primera meitat del segle xx hi havia uns 2.000 milions de persones al món. En els passats 200 anys, no obstant això, l'increment de població en el planeta ha sigut vertiginós, segons reflecteixen les xifres de l'ONU. Entre el 1930 i el 2011, van nàixer 5.000 milions d'éssers humans. A la dècada del 1990 hi havia 5.500 milions de persones aproximadament. L'ONU atribueix aqueix creixement als avanços científics i a la generalització de l'accés a la medicina.

## Esperança de vida
L'esperança de vida se situa en 70 anys (68 per a homes, 72 per a dones). Encara que pot no sorprendre a l'Occident, és un avanç insòlit. El 1900 n'era de 31 anys. A mitjan segle xx va créixer tímidament fins a 48 anys.
Els països desenvolupats tenen les poblacions més longeves. El Japó, amb una esperança de vida de 83 anys, la major del planeta. Li segueixen els estats d'Europa occidental i del sud amb 80,5 anys. Entre aquests, destaca l'estat espanyol, amb 82 anys d'esperança de vida, al mateix nivell de França i Suïssa. A Catalunya, l'esperança de vida se situa en 85,2 anys per a les dones i en 79,3 per als homes. Als EUA, és de 78 anys. Nacions arrasades per guerres civils i invasions estrangeres cauen, però, dramàticament en les classificacions. De les 7 nacions on l'esperança de vida és menor de 50 anys, 6 són africanes. Però és l'Afganistan qui en té la pitjor del planeta (44 anys), després de tres dècades de conflictes bèl·lics. A l'Àfrica subsahariana, va de 55 anys a 53.